# カープ女子 恋する応援団♪
『カープ女子 恋する応援団♪』（カープじょしこいするおうえんだん）は、RCCラジオ（中国放送）で、2014年4月1日から2016年9月まで放送されたラジオ番組である。

## 概要
このところ、「カープ女子」が全国的にトレンドになっているが、この番組は、「カープ女子」がパーソナリティとなり、広島東洋カープを応援していく番組だった。
2016年シーズンをもって、番組が終了し、2017年シーズンから放送枠はそのままに、この番組自体をリニューアルする形で、『Veryカープ!バッチコイする応援団』として再出発された。

## 放送時間

### 2014年度
- 火-金 『RCCカープナイター』終了後-21:40

### 2015年度・2016年度
- 火-金 『RCCカープナイター』終了後-21:50

## パーソナリティ
- 住本明日香（2014年度-2016年度）
- 伊藤日向子（2014年度-2016年度）
- 金田和恵（2016年度）
- うえむらちか（2015年度-2016年度）
- 久保田夏菜（2014年度-2015年度）